# 扭柄花
扭柄花（学名：Streptopus obtusatus）为天门冬科扭柄花属的植物。分布于日本以及中国大陆的甘肃、陕西、云南、四川等地，生长于海拔2,000米至3,600米的地区，多生长于山坡针叶林下，目前尚未由人工引种栽培。